# Mistrzostwa Świata w Lekkoatletyce 2011 – trójskok mężczyzn
Trójskok mężczyzn – jedna z konkurencji rozegranych podczas lekkoatletycznych mistrzostw świata na Daegu Stadium w Daegu. 
Obrońcą tytułu mistrzowskiego z 2009 roku był Brytyjczyk Phillips Idowu. Ustalone przez IAAF minima kwalifikacyjne do mistrzostw wynosiły 17,10 (minimum A) oraz 16,80 (minimum B). W zawodach nie wystartował lider tabel światowych Francuz Teddy Tamgho, który nabawił się kontuzji podczas mistrzostw Europy młodzieżowców. 

## Terminarz
| Data       | Godzina |            |
| ---------- | ------- | ---------- |
| 2 września | 10:30   | Eliminacje |
| 4 września | 19:05   | Finał      |

## Rekordy
Tabela prezentuje rekord świata, rekordy poszczególnych kontynentów, mistrzostw świata, a także najlepszy rezultat na świecie w sezonie 2011 przed rozpoczęciem mistrzostw.
|                                                | Zawodnik         | Wynik | Miejsce     | Data                      |
| ---------------------------------------------- | ---------------- | ----- | ----------- | ------------------------- |
| Rekord świata                                  | Jonathan Edwards | 18,29 | Göteborg    | 7 sierpnia 1995(dts)      |
| Listy światowe                                 | Teddy Tamgho     | 17,91 | Lozanna     | 30 czerwca 2011(dts)      |
| Rekord mistrzostw świata                       | Jonathan Edwards | 18,29 | Göteborg    | 7 sierpnia 1995(dts)      |
| Rekord Afryki                                  | Tarik Bouguetaïb | 17,37 | Al-Chamisat | 14 lipca 2007(dts)        |
| Rekord Azji                                    | Li Yanxi         | 17,59 | Jinan       | 26 października 2009(dts) |
| Rekord Ameryki Północnej, Środkowej i Karaibów | Kenny Harrison   | 18,09 | Atlanta     | 27 lipca 1996(dts)        |
| Rekord Ameryki Południowej                     | Jadel Gregório   | 17,90 | Belém       | 20 maja 2007(dts)         |
| Rekord Europy                                  | Jonathan Edwards | 18,29 | Göteborg    | 7 sierpnia 1995(dts)      |
| Rekord Australii i Oceanii                     | Ken Lorraway     | 17,46 | Londyn      | 7 sierpnia 1982(dts)      |

## Rezultaty

### Eliminacje
| Poz. | Grupa | Zawodnik               | Reprezentacja     | #1    | #2    | #3    | Rezultat | Uwagi |
| ---- | ----- | ---------------------- | ----------------- | ----- | ----- | ----- | -------- | ----- |
| 1    | B     | Alexis Copello         | Kuba              | 17,06 | 17,31 |       | 17,31    | Q     |
| 2    | B     | Nelson Évora           | Portugalia        | 17,05 | 17,20 |       | 17,20    | Q     |
| 3    | A     | Will Claye             | Stany Zjednoczone | X     | 17,19 |       | 17,19    | Q     |
| 4    | A     | Phillips Idowu         | Wielka Brytania   | 17,17 |       |       | 17,17    | Q     |
| 5    | B     | Christian Olsson       | Szwecja           | 16,55 | 17,16 |       | 17,16    | Q     |
| 6    | A     | Leevan Sands           | Bahamy            | 17,13 |       |       | 17,13    | Q, SB |
| 7    | A     | Benjamin Compaoré      | Francja           | 17,11 |       |       | 17,11    | Q     |
| 8    | B     | Yoandris Betanzos      | Kuba              | 17,01 | 13,66 |       | 17,01    | q     |
| 9    | A     | Christian Taylor       | Stany Zjednoczone | X     | 16,99 | 16,81 | 16,99    | q     |
| 10   | B     | Fabrizio Donato        | Włochy            | 16,55 | 16,70 | 16,88 | 16,88    | q     |
| 11   | B     | Henry Frayne           | Francja           | 16,54 | 16,83 | 16,64 | 16,83    | q     |
| 12   | A     | Sheryf El-Sheryf       | Ukraina           | 16,81 | X     | 16,73 | 16,81    | q     |
| 13   | A     | Arnie David Girat      | Kuba              | 16,74 | 16,68 | 16,17 | 16,74    |       |
| 14   | A     | Fabrizio Schembri      | Włochy            | 16,71 | 16,28 | 16,63 | 16,71    |       |
| 15   | B     | Marian Oprea           | Rumunia           | X     | 16,61 | 16,19 | 16,61    |       |
| 16   | B     | Tosin Oke              | Nigeria           | X     | 16,50 | 16,60 | 16,60    |       |
| 17   | B     | Jefferson Sabino       | Brazylia          | 16,18 | 15,91 | 16,51 | 16,51    |       |
| 18   | A     | Aleksiej Fiodorow      | Rosja             | 15,84 | 16,42 | 16,26 | 16,42    |       |
| 19   | A     | Samyr Laine            | Haiti             | 16,38 | 15,83 | 16,30 | 16,38    |       |
| 20   | A     | Li Yanxi               | Chiny             | 15,68 | 16,28 | 15,42 | 16,28    |       |
| 21   | B     | Hugo Mamba-Schlick     | Kamerun           | 15,66 | 15,93 | 16,15 | 16,15    |       |
| 22   | B     | Anders Møller          | Dania             | 16,14 | 14,07 | X     | 16,14    |       |
| 23   | B     | Walter Davis           | Stany Zjednoczone | 15,28 | 13,90 | 16,12 | 16,12    |       |
| 24   | A     | Wilbert Walker         | Jamajka           | 15,66 | 14,50 | 15,97 | 15,97    |       |
| 25   | B     | Jewhen Semenenko       | Ukraina           | X     | 15,72 | 15,96 | 15,96    |       |
| 26   | B     | Maximiliano Díaz       | Argentyna         | 15,91 | 15,65 | X     | 15,91    |       |
|      | A     | Sief El Islem Temacini | Algieria          | X     | X     | X     | NM       |       |
|      | A     | Renjith Maheshwary     | Indie             | X     | X     | X     | NM       |       |
|      | A     | Deokhyeon Kim          | Korea Południowa  | X     | X     | X     | NM       |       |
|      | A     | Tumelo Thagane         | Południowa Afryka | X     | X     | X     | NM       |       |
|      | B     | Jewgienij Ektow        | Kazachstan        | X     | X     | X     | NM       |       |

### Finał
| Poz. | Zawodnik          | Reprezentacja     | #1    | #2    | #3    | #4    | #5    | #6    | Wynik | Uwagi                                                |
| ---- | ----------------- | ----------------- | ----- | ----- | ----- | ----- | ----- | ----- | ----- | ---------------------------------------------------- |
|      | Christian Taylor  | Stany Zjednoczone | X     | 17,04 | 17,40 | 17,96 | -     | 15,64 | 17,96 | najlepszy wynik na listach światowych w sezonie 2011 |
|      | Phillips Idowu    | Wielka Brytania   | 17,56 | 17,38 | 17,70 | 17,77 | 17,48 | 17,49 | 17,77 | Najlepszy wynik w sezonie                            |
|      | Will Claye        | Stany Zjednoczone | X     | X     | 17,50 | 17,30 | -     | 17,14 | 17,50 | Rekord życiowy                                       |
| 4    | Alexis Copello    | Kuba              | X     | 17,19 | X     | 17,36 | 17,47 | 16,11 | 17,47 |                                                      |
| 5    | Nelson Évora      | Portugalia        | 17,35 | 16,80 | 16,63 | 16,18 | 16,57 | 16,95 | 17,35 | Najlepszy wynik w sezonie                            |
| 6    | Christian Olsson  | Szwecja           | 17,23 | 16,80 | 17,22 | 16,75 | -     | -     | 17,23 |                                                      |
| 7    | Leevan Sands      | Bahamy            | 16,81 | X     | 17,07 | 17,12 | 17,21 | 16,59 | 17,21 | Najlepszy wynik w sezonie                            |
| 8    | Benjamin Compaoré | Francja           | X     | 17,04 | 17,17 | X     | 16,99 | X     | 17,17 |                                                      |
| 9    | Henry Frayne      | Australia         | 16,45 | 16,78 | 16,60 |       |       |       | 16,78 |                                                      |
| 10   | Fabrizio Donato   | Włochy            | 16,77 | X     | X     |       |       |       | 16,77 |                                                      |
| 11   | Yoandri Betanzos  | Kuba              | 14,93 | 16,22 | 16,67 |       |       |       | 16,67 |                                                      |
| 12   | Sheryf El-Sheryf  | Ukraina           | 16,29 | X     | 16,38 |       |       |       | 16,38 |                                                      |